# Корма (Коростенський район)
Корма́ —  село в Україні, у Коростенському районі Житомирської області. Населення становить 126 осіб.